# Xipholena punicea
Xipholena punicea là một loài chim trong họ Cotingidae.